# Till den himmel som blir allas
Till den himmel som blir allas är en psalm om hur Jesus kallar eller bjuder in alla människor som vill till att komma till Guds himmel. I andra versen citeras Jesus med direkta och bearbetade ord ur bibeln. Texten skriven 1816 av Johan Åström och reviderad 1978 av Anders Frostensson. Musiken är svensk från år 1697.

## Publicerad i
- 1986 års psalmbok som nr 220 under rubriken "Kallelse".